# Julia Tyler
Julia Gardiner Tyler, née le 4 mai 1820 et morte le 10 juillet 1889, est la seconde épouse du président des États-Unis John Tyler.

## Biographie
Elle occupe le poste de Première dame des États-Unis entre 1844 et 1845, après son mariage (à l'âge de 24 ans) avec le président en exercice John Tyler (qui en a alors 54). Ils auront 7 enfants pendant les 16 années de leur mariage (brisé par la mort de son mari à 71 ans).
L’hymne Hail to the Chief avait été joué lors d’un certain nombre d’événements associés à l’arrivée ou à la présence du président des États-Unis avant que Julia Tyler ne devienne Première dame, mais elle a ordonné son utilisation régulière pour annoncer l’arrivée du président. C’est devenu depuis une pratique établie. 